# Zamia pumila
Zamia pumila L. è una cicade della famiglia delle Zamiaceae,  diffusa negli  Stati Uniti sud-orientali e nei Caraibi.

## Descrizione
Il fusto non supera i 25 cm di altezza ed è in larga parte sotterraneo. Possiede un sistema radicale tuberoso multi-ramificato.
Le foglie, pennate, sono lunghe da 20 a 100 cm, e sono composte da 5 a 30 paia di foglioline. Le foglioline sono oblungo-lanceolate, lunghe 8–25 cm e larghe 0.5–2 cm. Sono spesso revolute, con picciolo spinoso.
Come tutte le cicadi è una specie dioica, con strutture riproduttive maschili e femminili disposte su individui differenti. I coni maschili sono lunghi  5–15 cm, cilindrico-fusiformi, spesso a grappoli.  I coni femminili, di colore rossastro, sono ovoidali lunghi 5–20 cm e 4–6 cm di diametro.
I semi sono ovoidali, rosso-arancio, lunchi circa 1 cm.

## Biologia
Si riproduce per impollinazione entomofila ad opera di due specie di insetti pronubi: Rhopalotria slossoni (Coleoptera, Belidae) e Pharaxonotha floridana (Coleoptera, Erotylidae).

## Distribuzione e habitat
L'areale della specie si considerava in passato limitato alla parte centrale di Cuba e alla Repubblica Dominicana; la specie è in realtà presente anche negli Stati Uniti sud-orientali (Florida, Georgia), nelle isole Bahamas e nelle  isole Cayman, ove era nota come Z. integrifolia; storicamente si trovava anche a Porto Rico e Haiti, ma in atto sembra essersi estinta in quelle aree.
Predilige i terreni sabbiosi o limosi, ben drenati, con luce solare filtrata o esposizione parzialmente ombreggiata.

## Usi
- Le popolazioni Seminole della Florida, presso cui è nota col nome comune di Koonti, utilizzavano l'amido della Z. pumila come alimento. Tale uso era diffuso anche presso altre popolazioni di Nativi americani (in particolare i Tequesta e i Maroons).
La pianta è in realtà tossica, in quanto produce una tossina che colpisce l'apparato digerente e il sistema nervoso. La tossina può comunque essere eliminata con accurati risciacqui.
L'amido, simile al sago, si estrae dalle radici e dal tronco. Tipicamente le radici venivano frantumate in un mortaio di legno e la polpa così ottenuta veniva fatta essiccare, ottenendo una farina giallastra, utilizzata per la preparazione di vari cibi.
- Nell'Ottocento l'amido era estratto a livello industriale per essere utilizzato come appretto da bucato.
Nella preparazione industriale per ottenere un colore più bianco si utilizzavano multiple fasi di macerazione.